# Anton Krupicka
Anton Krupicka (8 de agosto de 1983 (41 años) es un atleta estadounidense, especializado en el trail running y ultramaratones de montaña. Es ganador de varias de las pruebas más importantes de Estados Unidos como la Leadville 100, Midwok 100 la Rocky Raccoon 100 Miler, la Collegiate Peaks 50 Miler, la White River 50 Miler dos veces (Set 2010 CR 6:25:29),.

## Historia
Anton empieza a correr en el colegio al gustarle este deporte. Un poco más tarde, a los doce años, corre su primera maratón. En su época universitaria continua con su afición hasta dar el paso al profesionalismo en el 2006. 
En esa misma época universitaria va forjándose en él su carácter "minimalista". Posee dos maestrías: en física, filosofía, y en geología. Es un abanderado del running como forma de conectar con la naturaleza. Es fácil reconocerle por su larga melena y barba y por correr sin camiseta y el mínimo material. 
Ha ganado casi todas las pruebas más importantes de los Estados Unidos como la Leadville 100, la Miwok 100 o la Rocky Racoon. 
Desde 2012 decidió dar el salto de continente y probar con las pruebas europeas como la Ultra Cavallas del Vent donde quedó segundo detrás de Kilian Jornet o la UTMB en 2013 donde tuvo que abandonar después e haber ido liderando gran parte de la prueba. 
Krupicka aparece en la película Indulgence: 1000 Miles Under The Colorado Sky

## Palmarés
- 2º Cavalls del Vent: en su primera participación. 2012
- Doble campeón de la legendaria Leadville 100.
- 1º de  Miwok 100K.
- 1º Rocky Raccoon 100 Miler.
- 1º cthe Collegiate Peaks 50 Miler
- Doble Campeón de la White River 50 Miler  (Set 2010 CR 6:25:29)
- 1º la High Mountain 50k
- 1º Estes Park Marathon
- 2º Western States Endurance Run, en el que hubiera sido récord de tiempo de la carrera con: 15:13:53.